# Die Wahl des Kai
Die Wahl des Kai (Originaltitel: The Collaborator) ist die 24. Folge der zweiten Staffel der US-amerikanischen Science-Fiction-Fernsehserie Star Trek: Deep Space Nine. Sie wurde in den Vereinigten Staaten über Syndication vermarktet und erstmals am 22. Mai 1994 auf verschiedenen Fernsehsendern ausgestrahlt. In Deutschland war sie zum ersten Mal am 29. September 1994 in einer synchronisierten Fassung auf Sat.1 zu sehen.

## Handlung
Im Jahr 2370 kommt Vedek Bareil auf die Raumstation Deep Space Nine, wo er die Nacht mit der ersten Offizierin Kira Nerys verbringt. Kira fürchtet, dass sie bald deutlich weniger Zeit füreinander haben werden, denn die Wahl des neuen geistigen Oberhaupts von Bajor, des Kai, steht kurz bevor und Bareil gilt als der Favorit für das Amt. Bareil hat Zweifel, ob er ein würdiger Nachfolger von Kai Opaka sein könnte, die ihrem Volk eine wichtige Stütze während der Besatzung durch die Cardassianer war. Zudem quälen ihn seltsame Visionen, die er bei der Benutzung eines Drehkörpers der bajoranischen Propheten erfährt und die ihn mit Ereignissen aus seiner Vergangenheit konfrontieren.
Auch Bareils erzkonservative Konkurrentin Vedek Winn kommt auf die Station. Sie hat ihren Sieg noch nicht abgeschrieben und deutet an, dass in den zwei Tagen bis zur Wahl noch etwas Überraschendes passieren könnte. Kurz darauf kommt es auf dem Promenadendeck zu einem Zwischenfall, als ein älterer Bajoraner eintrifft. Ein anderer Mann erkennt ihn als Kubus Oak, ein Mitglied der bajoranischen Marionettenregierung während der cardassianischen Besatzung. Sicherheitschef Odo nimmt ihn sogleich fest. Kubus hat die letzten Jahre im cardassianischen Exil gelebt, möchte nun aber seinen Lebensabend auf Bajor verbringen. Kira verwehrt ihm das, denn eine Proklamation verbietet es Mitgliedern der Besatzungsregierung, jemals wieder nach Bajor zurückzukehren. Er rechtfertigt sich damit, dass die Besatzung ohne ihn zehnmal schlimmer gewesen wäre. Kira entgegnet, dass er persönlich zahllose Anweisungen unterschrieben hat, durch die Bajoraner zur Arbeit in Minen versetzt wurden, was praktisch einem Todesurteil gleichkam. Darauf hat Kubus nichts zu erwidern.
Winn besucht unterdessen Commander Benjamin Sisko, den die Bajoraner ebenfalls als eine religiöse Figur, den Abgesandten, betrachten. Er empfängt Winn mit verhaltener Höflichkeit und hört interessiert zu, als sie vorschlägt, ihr bislang recht schwieriges Verhältnis zu verbessern. Er ist auch gern bereit, ihrem Wunsch nach einem gemeinsamen Besuch der Vedek-Versammlung nachzukommen – allerdings erst einige Tage nach der Wahl, denn vorher könnte dies als Unterstützung ihrer Kandidatur missverstanden werden. Nachdem es Winn nun nicht gelungen ist, Sisko für ihre Pläne einzuspannen, erfährt Kira, dass Kubus plötzlich doch nach Bajor reisen darf, denn Winn hat ihm Zuflucht gewährt. Kira will das verhindern und zögert das Ablegen von Winns Schiff so lange wie möglich hinaus. Sie erfährt, dass Winn gleich nach einem Gespräch mit Kubus auf Odos Computer Informationen abgerufen hat. Bei dieser Anfrage ging es um Prylar Bek, den Verbindungsmann zwischen der Vedek-Versammlung und den cardassianischen Besatzungsbehörden, und um das Kendra-Valley-Massaker, bei dem 42 bajoranische Widerstandskämpfer getötet wurden. Unter den Toten war auch Kai Opakas Sohn. Bek soll damals den Aufenthaltsort der Widerstandskämpfer verraten haben. Später erhängte er sich aus Schuldgefühl. Winn protestiert dagegen, dass ihr Schiff nicht ablegen darf. Obwohl sie weiß, dass der Grund, den Kira ihr hierfür nennt, nur vorgeschoben ist, kann sie dagegen nichts tun. Stattdessen überrascht sie Kira mit einer neuen Erkenntnis: Entgegen dem allgemeinen Wissensstand war Prylar Bek nicht der alleinige Verräter, sondern er handelte auf Befehl von Vedek Bareil.
Kubus bestätigt Winns Behauptung, woraufhin sich Kira sofort mit Bareil in Verbindung setzt. Er gibt zu, am Tag des Massakers mit Bek geredet zu haben, doch mit dem Massaker selbst hatte er nichts zu tun und er ist auch sicher, dass Winn ihm nichts anhängen könne. Mit Odos Hilfe findet Kira heraus, dass alle Aufzeichnungen bezüglich Bek und der Vedek-Versammlung für den Zeitraum von einer Woche vor dem Massaker verschlüsselt wurden. Dies kann nur durch einen Vedek veranlasst worden sein. Sie wenden sich an den Barbesitzer Quark, der einschlägige Erfahrungen im Knacken von Verschlüsselungen besitzt. Quark hat tatsächlich Erfolg, doch er stellt fest, dass die gesuchten Dateien gelöscht wurden. Sicherheitschef Miles O’Brien versucht, die Dateien wiederherzustellen. Dies gelingt zwar nicht, aber er findet Fragmente eines Netzhautscans, mit dem die Löschung autorisiert wurde. Dieser lässt sich Bareil zuordnen.
Kira konfrontiert Bareil mit ihren Erkenntnissen. Der gibt zu, die Widerstandskämpfer an die Cardassianer verraten zu haben, meint aber, ihm wäre keine andere Wahl geblieben, denn sonst hätten die Cardassianer jedes Dorf im näheren Umkreis zerstört, was 1200 tote Bajoraner bedeutet hätte. Winn könnte Bareil mit diesen neuen Erkenntnissen vernichten. Er kommt ihr zuvor und erklärt überraschend seinen Verzicht auf die Kandidatur zum Kai.
Auf Bajor findet die Wahl des Kai statt und nach Bareils Rückzug gewinnt erwartungsgemäß Winn. Kira reist von Deep Space Nine an und beglückwünscht sie verhalten. Danach sucht sie das Gespräch mit Bareil. Da ihr einige Dinge noch nicht ganz klar waren, hat sie sich noch einmal die Aufzeichnungen der Vedek-Versammlung angeschaut. Dabei hat sie herausgefunden, dass sich Bareil während des Massakers in das Dakeen-Kloster zurückgezogen hatte und daher mit niemandem in Kontakt treten konnte. Er kann also gar nicht für das Massaker verantwortlich gewesen sein. Vielmehr scheint es so, als wolle er jemanden decken und diese Person muss ihm offenbar extrem viel bedeuten. Kira kommt zu dem Schluss, dass es sich nur um Kai Opaka handeln kann. Bareil bestätigt dies. Opaka war bereit, ihren eigenen Sohn zu opfern, um 1200 Bajoraner zu retten. Doch dieses Geheimnis müsse gewahrt werden, um ihr Andenken in Ehren zu halten. Der Preis dafür ist, dass nun eine Person wie Winn Bajors neue geistige Führerin ist, aber dies ist für Bareil eben der Wille der Propheten.

## Verbindungen zu anderen Star-Trek-Produktionen
Die Ereignisse aus Folge 1.20 (Blasphemie) von Star Trek: Deep Space Nine werden hier noch einmal erwähnt.
In dieser Folge wird erstmals subtil angedeutet, dass Odo heimlich in Kira verliebt ist.

## Produktion

### Drehbuch
Der Ausgangspunkt für diese Folge war Gary Hollands Idee, dass ein alter Mann nach vielen Jahren des Exils auf Cardassia nach Bajor zurückkehren sollte. Dieser Mann sollte ein dunkles Geheimnis mit sich herumtragen und Kira sollte in diesem Fall ermitteln. Es hätte zunächst so aussehen sollen, als hätte der Mann Kiras Vater ermordet, doch letztlich hätte sich herausstellen sollen, dass er seine Tochter decken wollte, die die wahre Mörderin war. Relativ kurzfristig wurde entschieden, dies mit der Wahl des Kai zu verbinden und Bareil in eine Kollaboration mit den Cardassianern zu verwickeln. Eigentlich war geplant gewesen, dass Bareil der neue Kai werden sollte, doch dem Autorenteam wurde schließlich klar, dass dies aus dramaturgischer Sicht ein Fehler gewesen wäre, denn er ist im Gegensatz zu Winn ein Freund der Föderation und mit ihm als Kai hätte man sich zukünftiges Konfliktpotential verbaut.

### Darsteller
Die Hauptfiguren Jake Sisko (Cirroc Lofton) und Julian Bashir (Siddig El Fadil) haben in dieser Folge keinen Auftritt.

## Rezeption
Keith DeCandido bewertete Die Wahl des Kai 2013 auf tor.com als eine durchschnittliche Folge von Star Trek: Deep Space Nine. Er fand, dass sie für sich allein betrachtet weniger interessant sei, als für das, was sie der Gesamtgeschichte der Serie hinzufügt. DeCandido empfand Kubus als eine faszinierende Figur, die aber zu schnell fallengelassen wurde. Weiterhin lobte DeCandido Louise Fletchers Darstellung von Winn, er kritisierte hingegen Philip Anglims Schauspiel, dem es nicht gelinge, einen leidenden und besorgten Bareil darzustellen.